# 采购成本
采购成本是指采购货物过程中发生的支出，包括买价和与其直接相关的税金。与采购货物有关的采购费用也包括在采购成本中。